# Louis Royer (négociant)
Pour les articles homonymes, voir Louis Royer et Royer.
Louis Royer, né en 1825 et décédé à Jarnac en 1903, est le fondateur de la maison de négoce de cognac qui porte son nom.

## Biographie
Louis Royer est le fils d'un tailleur de pierre. Il devient maître de chai.
Il est protestant et franc-maçon, membre du Grand Orient de France.

## Cognacs Louis-Royer
La maison de négoce Louis Royer a été fondée en 1853 à Jarnac par Louis Royer, qui était alors maître de chai. Il rachète en 1896 la maison Duret, fondée par Jules Duret.
Son petit-fils André Louis Royer (1886-1964) lui succède. Il est maire radical-socialiste de Jarnac de 1938 à 1941, puis en 1944-1945 et de nouveau de 1947 à 1956. Le fils de ce dernier, André Jacques Royer (1923-2011), prend ensuite la tête de la maison.
En 1989, l'entreprise est rachetée par le groupe japonais Suntory. En 2015, Suntory revend Louis-Royer au groupe français Terroirs Distillers, propriété de la famille Picard ; en effet, l'acquisition de Beam en 2014 lui a apporté Courvoisier, maison dont le chiffre d'affaires est beaucoup plus important.
La maison Louis-Royer a toujours été une maison de négoce qui ne possédait pas ses propres vignes. Pour la première fois, elle a fait en 2012 l'acquisition d'un domaine viticole, d'une superficie de 35 hectares, situé à Saint-Fort-sur-le-Né, en Grande Champagne.